# Mistrzostwa Świata we Wrotkarstwie Artystycznym 2006
51. Mistrzostwa Świata we Wrotkarstwie Artystycznym rozgrywane są od 27 listopada do 10 grudnia 2006 w miejscowości Murcia w Hiszpanii. 
Zawody we wrotkarstwie artystycznym (figurowym) rozgrywane są w jeździe indywidualnej kobiet i mężczyzn, parach sportowych, tańcach, jeździe synchronicznej i pokazowej. Mistrzostwa odbywają się jednocześnie w kategorii juniorów, jak i seniorów, zarówno w jeździe na wrotkach, jak i rolkach.

## Plan zawodów
- 25-27 listopada – przyjazd ekip i sędziów, rejestracja, oficjalne treningi, losowania numerów startowych (kategoria juniorów),
- 29 listopada – 1 grudnia – mistrzostwa świata juniorów; przyjazd, rejestracja seniorów,
- 2 grudnia – rywalizacja w jeździe pokazowej; program krótki solistek i solistów na rolkach; Pokazy Mistrzów w kategorii juniorów,
- 3 grudnia – cd. rywalizacji w jeździe pokazowej; programy dowolne solistek i solistów na rolkach,
- 4-5 grudnia – rywalizacja w jeździe synchronicznej,
- 6-9 grudnia – mistrzostwa świata seniorów w jeździe na wrotkach,
- 10 grudnia – oficjalne wyjazdy wrotkarzy seniorów.

## Wyniki
Pełne wyniki dla wszystkich kategorii dostępne są na www.murcia2006.com.
- Solistki seniorki

| Miejsce | Nazwisko i imię    | kraj       |
| ------- | ------------------ | ---------- |
| 1       | Tanja Romano       | Włochy     |
| 2       | Monica Gimeno Coma | Hiszpania  |
| 3       | Liliana Andrade    | Portugalia |